# Trang trại giữa đồng hoang
Trang trại giữa đồng hoang (tiếng Nga: Хуторок в степи) là một cuốn tiểu thuyết dành cho thiếu nhi của nhà văn Valentin Katayev, ra mắt lần đầu năm 1956.

## Nhân vật
- Petya
- Gavrik

## Chuyển thể
- Trang trại giữa đồng hoang (phim, 1970)